# Gregory Chamitoff
Gregory Errol Chamitoff (født 6. august 1962) er en NASA-astronaut og har fløjet to rumfærge-mission og været fast besætning på Den Internationale Rumstation. Han har  opholdt sig ni dage i et undervandslaboratorium NEEMO i 2002, der minder om forholdene om bord på en rumstation.
Udover en Ph.D. grad i aeronautic & astronautic fra MIT har Gregory Chamitoff også uddannelser i Planetary Geology (rumvidenskab), Aeronautical Engineering og Electrical Engineering.  
Chamitoff ankom med STS-124 Discovery 2. juni 2008 og afløste Garrett Reisman på den 17. ekspedition til Den Internationale Rumstation. Han blev selv afløst af Sandra Magnus i november 2008 og rejste hjem med STS-126 Endeavour.  